# Kotwal
Kotwal és un terme medieval per designar un comandant de fortalesa o de població, en el món iranià, a l'Índia (estats musulmans) i l'Àsia central. Les variants són ketaul, kütaül i altres. Deriva del persa kot (fortalesa) i wala (governador).
El càrrec s'esmenta ja sota Mahmud de Gazni el 1015. Especialment utilitzat fou a l'Índia sota la dinastia mogol. Els britànics de l'Índia van adoptar el nom per designar a un funcionari responsable de l'orde públic o dels serveis públics en una ciutat.